# Мушук Руна
«Мушу́к Ру́на» (исп. Mushuc Runa Sporting Club) — эквадорский футбольный клуб из города Амбато. В настоящий момент выступает в Серии A Эквадора, элитном дивизионе страны.

## История
Клуб основан 2 января 2003 года. С момента основания «Мушук Руна» позиционировал себя в качестве клуба, представляющего коренные народы Эквадора. В переводе с кичуа «Мушук Руна» означает «Новый человек». На протяжении первых нескольких лет команда комплектовалась только из числа воспитанников своей школы. Основным спонсором команды является Сберегательно-кредитный кооператив «Мушук Руна», членами которого являются 150 тысяч болельщиков — преимущественно местных жителей.
В 2009 году «Мушук Руна» дебютировала во Втором дивизионе Эквадора, а в 2012 году — в Серии B, втором по значимости дивизионе страны.
В 2014 году команда дебютировала в эквадорской Серии A, но продержалась в элите только три года.
В 2019 году «Мушук Руна» не только вернулась в Серию A, но и сумела завоевать путёвку в международный турнир — Южноамериканский кубок. На правах победителя Серии B команда сыграла с «Аукасом», который занял восьмое место в Серии A 2018, и оказалась сильнее в двух матчах (1:0; 2:2). В самом ЮАК-2019 «пончито» уступили в серии пенальти более опытной чилийской «Унион Эспаньоле».
В 2022 году команда во второй раз выступила в ЮАК, уступив на предварительном этапе соотечественникам из ЛДУ Кито (0:2; 1:1).
Домашние матчи «Мушук Руна» проводит на стадионе «Сберегательно-кредитный кооператив „Мушук Руна“» (исп. Estadio Cooperativa de Ahorro y Crédito Mushuc Runa), вмещающем 8 200 зрителей. Стадион, открытый в ноябре 2018 года, расположен на высоте 3250 метров над уровнем моря. В связи с небольшой вместимостью наиболее важные матчи, в том числе на международной арене, команда играет на другом стадионе Амбато — «Бельявиста», максимальная вместимость которого составляет 16 467 зрителей.

## Титулы
- Победитель эквадорской Серии B (1): 2018

## Сезоны по дивизионам
- Серия А (7): 2014—2016, с 2019
- Серия B (4): 2012—2013, 2017—2018
- Второй дивизион (3): 2009—2011